# Depurador húmedo

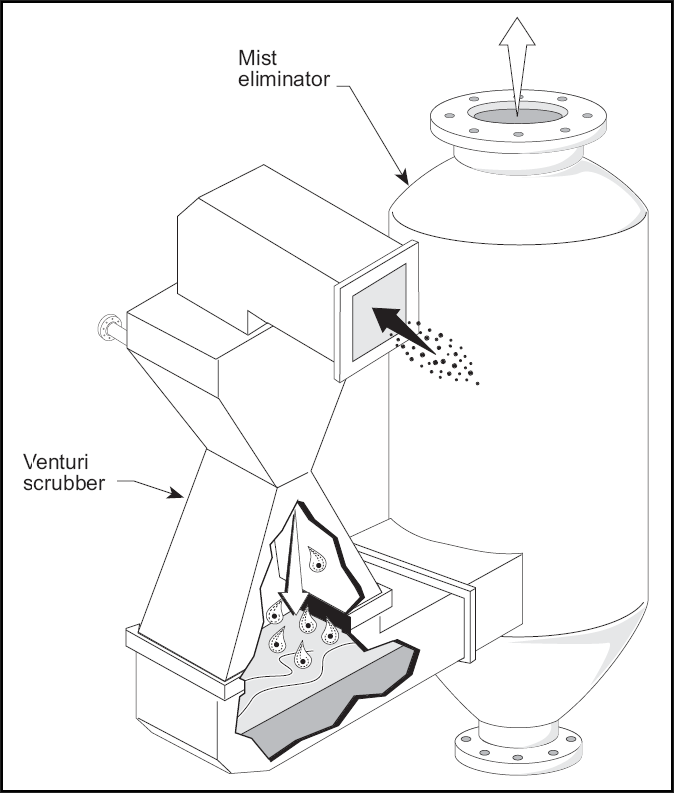
Figura 1

En término depurador húmedo describe una variedad de dispositivos que eliminan los contaminantes presentes en gases de chimeneas de hornos, estufas u otros flujos de gases. En los depuradores húmedos, el gas contaminado atraviesa un líquido depurador que capta el contaminante y lo elimina de la corriente gaseosa. El método por el cual el gas atraviesa el líquido puede ser mediante rociado, pasar a través de una pileta con líquido o por otro método de contacto.
El diseño de los depuradores húmedos o dispositivo de control de contaminación dependen de las condiciones, del proceso industrial y de contaminante que se quiera eliminarse.

Las características del gas y propiedades del polvo (si hay presencia de partículas) en el gas entrante al depurador son de gran importancia. Los depuradores pueden ser diseñados para recolectar partículas sólidas en suspensión y/o contaminantes gaseosos. Los depuradores húmedos remueven partículas de polvo mediante su captura con gotas de líquido. Los depuradores húmedos eliminan los contaminantes gaseosos disolviéndolos en el líquido.
Toda gota presente en el gas entrante debe ser separada del flujo de salida por medio de otro dispositivo de separación de niebla o un separador de arrastre (ambos términos son intercambiables). Además el resultado del líquido depurado debe ser tratado antes de ser desechado o ser reutilizado.
Existen numerosas configuraciones de sistemas de depuración, todos designados para proveer un buen contacto entre el líquido y los contaminantes en el flujo de gas.
Las Figuras 1 y 2 muestran dos ejemplos de diseños de depuradores húmedos, incluyendo sus eliminadores de niebla. 
La Figura 1 en un diseño de depurador de Venturi. El eliminador de niebla del depurador Venturi es otro dispositivo de separación llamado separador ciclónico.

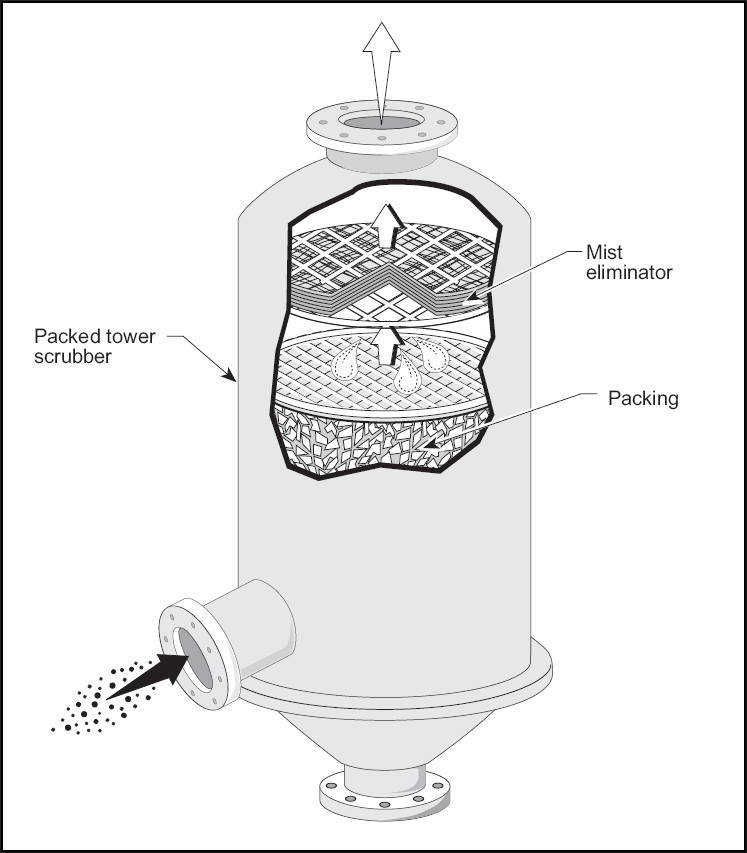
Figura 2 - Torre de lecho empacado

Figura 2 tiene un diseño donde el eliminador de niebla está construido en lo más alto de la estructura. Existen varios diseños de torres.
Un depurador húmedo tiene la habilidad de recolectar pequeñas partículas y su eficacia es directamente proporcional a la potencia agregada al depurador. Dispositivos de baja energía como las torres de aspersión son usadas para recolectar partículas de más de 5 micrómetros. Para obtener eficiencia en partículas de 1 micrómetros o menos, se requiere un dispositivo de alta energía como el de los depuradores venturi o dispositivos de condensación aumentada. Adicionalmente, un diseño apropiado y un separador de arrastre o separador de nieblas son importantes para lograr una alta eficiencia de eliminación de partículas. Cuantas más gotas de líquido no son capturadas por el eliminador de niebla mayor es el potencial de emisión de contaminantes.
Los depuradores húmedos que eliminan contaminantes de los gases con referidos como absorbentes. Un buen contacto entre líquido y gas es esencial para obtener una alta eficiencia de eliminación en absorbentes. Un gran número de depuradores húmedos son diseñados para remover contaminantes, siendo una torre empaquetada y una torre plato la más común.
Si el flujo de gas contiene partículas y gases, los depuradores húmedos suelen ser los únicos depuradores que pueden eliminar ambos contaminantes. Los depuradores húmedos pueden eliminar partículas y gases contaminantes en un solo dispositivo. Sin embargo, en muchos casos, las mejores condiciones para la limpieza de partículas no son las mejores para la separación de gases. 
En general, obtener un eliminación simultánea de gases y partículas requiere que uno de ellos sea fácilmente eliminable, por ejemplo que el gas sea muy soluble en el líquido o que la partícula sea de gran tamaño, o por el uso de un reactivo como cal o hidróxido de sodio.